# フロリアン・マランジュ
フロリアン・マランジュ（Florian Marange 、1986年3月3日 - ）は、フランス・ジロンド県タランス出身の元サッカー選手。現役時代のポジションは左サイドバック。

## 経歴
FCジロンダン・ボルドーの下部組織からトップチームデビューを果たした。2008-09シーズンはローラン・ブラン監督の構想外になり夏にレンタル移籍の予定だったが直前で頓挫。クラブはディエゴ・プラセンテを補強していたこともあり、ベンチ外生活を余儀なくされた。2009年冬にル・アーヴルACにレンタル移籍し、夏には契約切れを機にASナンシーに移籍した。2013年8月、プレミアリーグに昇格し補強を進めるクリスタル・パレスFCに移籍した。しかし当時の監督であるイアン・ホロウェイの信頼は勝ち取れず、ファーストチームのリーグ戦に出場することは出来なかった。2014年1月末にFCソショーとの契約が発表され、半年で母国に復帰した。同年9月9日、ソショーのリーグ・ドゥ降格に伴いSCバスティアに2年契約で移籍した。

## 所属クラブ
- FCジロンダン・ボルドー 2004-2013.8

→  ル・アーヴルAC 2009.1-.6 (loan)
→  ASナンシー 2009-2010 (loan)
- クリスタル・パレスFC 2013.8-2014.1
- FCソショー 2014.1-2014.8
- SCバスティア 2014.9-2017

## タイトル
クラブ
ボルドー
- クープ・ドゥ・ラ・リーグ 2006-07
- クープ・ドゥ・フランス 2012-13
- トロフェ・デ・シャンピオン 2008

代表
U-19フランス代表
- UEFA U-19欧州選手権 2005